# 대깨문
대깨문은 '대가리 깨져도 문재인'의 약자로, 대한민국 제19대 대통령 문재인에 대한 맹목적인 지지 및 그러한 사회적 현상을 일컫는 신조어이다. 유의어로는 문빠가 있다.
최초에는 19대 대선 중 문재인 지지자들 사이에서 문재인에 대한 무조건적인 지지를 한다는 긍정적인 의미로 쓰여졌다. 그러나 이들 지지자들을 중심으로 친문 댓글부대의 활동이나 더불어민주당원 댓글 조작 사건 등이 일어나고, 문재인 정부에서 조국 사태나 LH 사태 등이 발생해도 맹목적인 지지를 하는 이들이 있어, 이에 반발하는 사람들에 의해 점차 부정적인 의미가 추가되었다.

## 용례

### 긍정적 용례
19대 대선 중에 문재인 지지자들은 스스로 대깨문이라 부르며 응원전을 펼쳤다. 더불어민주당 기동민 의원은 대선 유세 중 머리를 다치자, "나는 '대깨문'을 몸소 실천한 사람"이라고 밝히기도 하였다.

### 부정적 용례
동양대 교수를 역임했던 진보 성향의 정치평론가 진중권은 2021년 대한민국 재보궐선거에서의 더불어민주당의 패배를 두고, "대깨문의 저주가 시작됐다"고 지적하였다. 진중권은 대깨문들은 김어준의 방송을 듣고 종교집단 수준으로 세뇌되어, 논리적 · 합리적 사유 능력을 상실한 상태로 권력의 홍위병으로 동원됐다고 언급하였다.

## 파생어
'대깨문'에서 유래된 접두어 '대깨'는 정치인에 한정되지 않고 어떤 인물이나 대상에 대한 맹목적인 지지자들을 의미하는 접미어 '빠'와 비슷한 의미로 쓰이기도 한다. 일례로 UDT 출신 방송인 이근에 대한 논란이 불거졌을 때, 이근을 맹목적으로 지지하는 사람들에 대해 '대깨근'이라고 일컫기도 하였다. 또한 2020년 미국 대선에서 연임을 노리던 도널드 트럼프가 패배한 것에 대해 부정선거 음모론을 제기하며 트럼프를 맹목적으로 지지하는 극성 지지자들을 '대깨트'라고 부르기도 한다.
한편 국민의힘에서 이준석이 당 대표로 선출되자 온라인 커뮤니티에서는 이준석을 맹목적으로 지지하는 사람을 '대깨준'이라 부르고, 국민의힘에 입당한 이후 생겨난 윤석열 대통령의 강성 지지층을 '대깨윤'이라 부른다.

## 같이 보기
- 친문재인 댓글부대
- 더불어민주당원 댓글 조작 사건
- 문빠